# Kalax Yokdzonot
Kalax Yokdzonot är en ort i Mexiko.   Den ligger i kommunen Tizimín och delstaten Yucatán, i den östra delen av landet, 1 200 km öster om huvudstaden Mexico City. Kalax Yokdzonot ligger 12 meter över havet och antalet invånare är 112.
Terrängen runt Kalax Yokdzonot är mycket platt. Runt Kalax Yokdzonot är det glesbefolkat, med 16 invånare per kvadratkilometer. Närmaste större samhälle är Dzonot Aké, 11,3 km söder om Kalax Yokdzonot. Trakten runt Kalax Yokdzonot består till största delen av jordbruksmark.